# Pra Sempre e Mais um Dia
Pra Sempre e Mais um Dia é o sexto álbum de estúdio da cantora brasileira Zizi Possi, lançado em julho de 1983, pela gravadora PolyGram.
Após o sucesso comercial de "Asa Morena", Possi e sua gravadora optaram por um repertório pop e comercial para este álbum. Ela descreveu o processo de produção como mais experimental, optando por não incluir instrumentos de sopro para destacar outras sonoridades.
Em entrevistas da época, a cantora afirmava que esse era o seu álbum mais pessoal, o que mais se envolveu e o "mais próximo do seu ser".
O lançamento ocorreu em meio a uma fase tumultuada em sua vida pessoal, marcada por questionamentos da mídia sobre seu relacionamento com Angela Ro Ro.
Para promover o álbum, foi realizado um show homônimo e produzido um videoclipe para a música "O Amor Vem Pra Cada Um", exibido no programa Fantástico da Rede Globo.
As críticas foram em sua maioria favoráveis, elogiando a qualidade das músicas e a interpretação de Possi, embora alguns críticos tenham apontado a irregularidade do repertório.
Em entrevistas, Possi expressou sua determinação em oferecer algo novo aos ouvintes.

## Antecedentes
Após o êxito comercial de Asa Morena, de 1982, Possi e sua gravadora resolveram continuar com um repertório pop e comercial, a fim de obter as altas vendas do LP supracitado, que atingiu mais de 80 mil cópias vendidas no Brasil, em menos de um ano de lançamento, e se tornaria o primeiro álbum de Zizi Possi a ganhar um disco de ouro.

## Produção e gravação
Na produção e elaboração, foi resolvido não incluir instrumentos de sopro, para colocar em evidência outros recursos e sonoridades: "Queria realmente usar outros recursos, cordas, por exemplo, ao invés de usar Korg OBX. Dessa vez me interessei obter o som mais puro que cada instrumento pudesse me oferecer, o menos computadorizado possível, menos massa, mais primitivo", afirmou.
Entre as faixas presentes está a canção "Pra Sempre e Mais um Dia" que dá título ao álbum. Trata-se de uma canção composta pela cantora e compositora Marina Lima, que estava se destacando em sua carreira.
Em entrevistas recentes, a cantora disse: "Eu quis ser pop – muito". "Enquanto o mercado estava sendo abduzido por leis quantitativas, nós artistas estávamos respondendo a essas demandas acreditando que nosso valor artístico era numérico. Eu sabia que tinha uma direção: ou me tornava uma vendedora ou seria descartada pelo mercado. Então, quis sim ser uma grande vendedora. Quis sim ser popular. E fui".

## Lançamento e divulgação
O lançamento ocorreu após uma fase tumultuada em sua vida pessoal: a mídia ainda a questionava sobre o seu turbulento relacionamento com Angela Ro Ro, mesmo que na época estivesse namorando o guitarrista e produtor musical Líber Gadelha, que é autor de várias das canções.
Para promover o álbum, foi feito um show homônimo, que trazia na banda: Gabelha (guitarra), Ricardo Medeiros (contrabaixo), Luiz Farah (teclados), Joca Moraes (bateria) e Marcelo Costa (percussão).
Além do projeto mencionado, um videoclipe para a canção "O Amor Vem Pra Cada Um", dirigido por Herbert Richers Jr., foi exibido no programa de TV Fantástico, da TV Globo, em 1983.
O álbum foi relançado no formato Compact disc (CD) em 2002, na série Tudo, da Universal Music, junto com outros treze álbuns de Possi, incluindo as capas e encartes originais.

## Recepção crítica
| Críticas profissionais | Críticas profissionais |
| Avaliações da crítica  | Avaliações da crítica  |
| Fonte                  | Avaliação              |
| ---------------------- | ---------------------- |
| Manchete               | Favorável              |
| Ultima Hora            | Favorável              |
| Jornal do Brasil       | Mista                  |

As resenhas da crítica especializada em música foram, em maioria, favoráveis.
Wilson Cunha, da revista Manchete, teceu elogios e afirmou que a artista se "fixou" como uma das grande intérpretes da música brasileira.
Ronaldo Boscoli, do jornal Ultima Hora, elogiou tanto o disco ([as canções] são todas de bom nível" e o "repertório é bem selecionado") quanto a capa ("é muito feliz. Criativa, sensual").
Tárik de Souza, do Jornal do Brasil, chamou o repertório de irregular, pois ao mesmo tempo apresenta faixas "saborosas", como: "Como Uma Onda", de Lulu Santos e Nelson Motta, e músicas "anódinas", como: "Deixa eu te regar", "Maratona" e "Toda Uma História".
Em relação as críticas negativas, a cantora desabafou: "Os críticos dizem que o disco é desigual, mas para mim o que importa é sentir que posso dar algo de novo para quem me ouve".

## Lista de faixas
- Créditos adaptados do LP Pra Sempre e Mais um Dia, de 1983.[15][16]

| Lado A |                                                   |                                             |         |  |
| N.º    | Título                                            | Compositor(es)                              | Duração |  |
| 1.     | "Ninguém Vai Tomar Posse de Mim"                  | Líber Gadelha, Antônio Cícero, Waly Salomão | 3:47    |  |
| 2.     | "O Amor Vem Pra Cada Um (Love Comes To Everyone)" | George Harrison / Versão: Beto Fae          | 4:28    |  |
| 3.     | "Deixa Eu Te Regar"                               | Líber Gadelha, Luiz Carlos Goes             | 3:01    |  |
| 4.     | "A Lua e o Sol"                                   | Eduardo Dusek, Luiz Antônio Cássio          | 3:07    |  |
| 5.     | "Como Uma Onda (Zen Surfismo)"                    | Nelson Motta, Lulu Santos                   | 3:23    |  |
| 6.     | "Maratona"                                        | Beti Niemeyer                               | 2:36    |  |

| Lado B |                            |                             |         |  |
| N.º    | Título                     | Compositor(es)              | Duração |  |
| 1.     | "Toda Uma História"        | Luiz Avelar, Zizi Possi     | 4:42    |  |
| 2.     | "Ar Puro"                  | Fátima Guedes               | 3:27    |  |
| 3.     | "O Circo Místico"          | Chico Buarque, Edu Lobo     | 3:35    |  |
| 4.     | "Pra Sempre e Mais Um Dia" | Marina Lima, Antônio Cícero | 4:12    |  |
| 5.     | "Pra Vida Inteira"         | Fernando Leporace           | 3:40    |  |